# 正当防卫 (游戏)
《正当防卫》是一款由雪崩工作室开发，Eidos Interactive发行的开放世界动作冒险游戏。本作发行于2006年，亦是正当防卫系列的首作。
截止2009年4月23日，本作的销量已过百万。

## 剧情
玩家将操控名为里科·罗德里格斯的特工。被他的长官汤姆·谢尔登派遣至加勒比海上一个名叫San Esperito的热带岛屿，去推翻岛上被情报局怀疑拥有大规模杀伤性武器的独裁者Salvador Mendoza。

## 评价
本作的PC版、XBOX版、Xbox 360版获得了一般好评的评价，但PS2版只获得了多半好评的评价。